# عجوقة حريرية
عجوقة حريرية (الاسم العلمي: Ajuga bombycina) هي نوع نباتي يتبع جنس العجوقة من فصيلة الشفوية.